# 埼玉県立小川高等学校
埼玉県立小川高等学校（さいたまけんりつ おがわこうとうがっこう）は、埼玉県比企郡小川町大字大塚にある公立高等学校。

## 概要
生徒数は2024年3月現在で約550名。
2012年度に進学選抜クラスを設置し、2013年度は埼玉県の重点推進校指定を受け、進学力向上推進プロジェクト（小川チャレンジ）がスタートした。
平成26年度入試では全日制課程でも定員割れとなってしまい、欠員補充25名の募集を行った。
また、令和3年は40人程度の欠員補充、令和4年度は30人程度の欠員補充、令和5年度は20名程度の欠員補充を行った。
なお、令和6年度の入試は定員割れをせずに、募集定員を3年ぶりに上回った。

## 設置学科
- 全日制・定時制
  - 普通科

## 沿革
- 1925年（大正14年）- 前身の小川実修女学校として開校
- 1928年（昭和3年）- 県に移管。埼玉県立小川高等女学校と改称
- 1948年（昭和23年）- 学制改革により埼玉県立小川女子高等学校となる
- 1949年（昭和24年）- 現校名の埼玉県立小川高等学校と改称
- 1950年（昭和25年）- この年度より共学となる
- 1956年（昭和31年）- 定時制玉川分校が独立
- 1979年（昭和54年）- 普通教室棟工事竣工（木造校舎の普通教室この年まで）
- 1983年（昭和31年）- 定時制東秩父分校廃止
- 2008年（平成20年）- 創立80周年記念式典が挙行される（県立移管より計算）
- 2012年（平成24年）- 進学選抜クラス（1クラス）が設置される

## 学校行事
入学式
4月上旬に実施され、担任からの呼名、音楽部による校歌披露、担任団紹介等が行われる。2020年以降は新型コロナウイルス感染症のため、新入生及びその保護者に限って実施。
対面式
入学式の週あるいはその翌週に実施され、生徒会主催で対面式、機構説明会、生徒会オリエンテーションの順に行われる。また、部活動説明会が生徒会主催で後日開かれる。
遠足
1学期中間考査の後、5月下旬の金曜日に実施される。1年生は軽井沢、あるいは伊香保、2年生は修学旅行の集合場所確認の為の羽田空港と東京班別見学のセット、3年生は東京ディズニーランドあるいは東京ディズニーシーに行くことが多い。新型コロナウイルス感染症の影響で、2020年度は中止された。2021年度は二度の延期の末に行われたが、1年生は軽井沢と予定通り、2年生は東武動物公園、3年生は八景島シーパラダイスに行き先が変更された。また、2022年度の3年生は後述する修学旅行が中止された代替として1泊2日になり、行き先が東京ディズニーシーになった。
体育祭
遠足の翌週、6月上旬に実施される。各学年混合の縦割りとなっており、団対抗種目、学年対抗種目、クラス対抗種目、個人種目が行われる。新型コロナウイルス感染症の影響で、2020年度は中止、2021年度はミニ体育祭として2学期に行われた。2022年度はほぼ通常通りの体育祭が行われた。2023年度は9月頃の実施を予定している。
球技大会
1学期と2学期の期末考査終了後すぐに実施される。クラス対抗で3〜4種目が行われる。例として2021年度冬季は男子ドッジボール、男女混合テニス、女子バレーボールであった。
葦火祭（文化祭）
原則として9月の第1あるいは第2土・日曜に実施。模擬店やお化け屋敷、メイド等の出し物が行われるほか、有志や文化部による発表もある。新型コロナウイルス感染症の影響で2020年度は動画祭として実施して一般非公開、2021年度は飲食の提供なしという条件付きで行われたが、一般非公開であった。2022年度は予約制ではあるが飲食以外は通常の実施となった。
修学旅行
2年時の2学期中間考査後、3泊4日で実施される。行き先は沖縄本島に例年出かけている。2022年度は、10月下旬に沖縄本島へ修学旅行に出かけた。沖縄本島に出かけた際、スーツケースは事前に現地に送ってくれるなど、学校側のサポートも充実している。
修学旅行の行程を簡単に説明すると、1泊目はホテル、2泊3泊目は民泊などと、民泊がメインとなっている。民泊先では農業、漁業、琉球文化、観光地案内（民泊先による）、モールでのショッピングなど、滞在先により内容が異なる。また、2023年度の修学旅行ではANAコンチネンタルホテルに宿泊するなど、年度によって異なる。
なお、入学前の生徒の投票により、グアムや台湾、北海道、北陸など、生徒が多数決により決められるところが魅力である。

## 進路
2024年3月の卒業生（165名）の進路（2024年4月時点）は、大学・短大85名、専門学校43名、就職公務員28名、2月上旬時点で未決定13名となっている。大学進学は立教大学1名、埼玉医科大学1名、獨協大学2名、駿河台大学1名、日本大学2名、東洋大学4名、立正大学10名、大東文化大学8名などである。例年難関私大への合格者は一定数いるが、今年は特に立正大学等の中堅私大への進学者が増加した。また、専門学校では美容系や医療系、理工系など様々である。
就職はホンダ、ボッシュ、ヤオコー、ヤオコー以外のスーパーなど、大手企業に就職する生徒が多い。

## 著名な卒業生
- 川野トモ（経営者、スーパーヤオコー元社長・元会長）
- 魚住陽子（作家）
- 杉田智和[要出典]（声優）
- 平石和男（ボートレーサー）
- SIN（プロマジシャン）
- 新田晃千（カバディ選手）
- 葭原滋男（パラリンピック陸上競技及び自転車競技メダリスト）
- 堀口あすか（声優）
- 中村英将（お笑い芸人）
- 和田康士朗（プロ野球選手・千葉ロッテマリーンズ）

## 部活動
運動部では、過去にレスリング部、少林寺拳法部、男子バスケットボール部、定時制バドミントン部が全国大会に出場経験を果たす。
文化部では、過去にグローカルメディア研究部が全国高等学校総合文化祭に出場を果たしている。また、最近ではバレー部が全国大会に出場、また、少林寺拳法部は世界大会に出場するなど、各部活動の活動実績が優れている。

### 全日制

#### 運動部
- サッカー部
- ソフトボール部
- 野球部
- 陸上部
- 男子ソフトテニス部
- 女子ソフトテニス部
- 男子卓球部
- 女子卓球部
- 男子バスケ部
- 女子バスケ部
- 女子バレー部
- 剣道部
- 少林寺拳法部

#### 文化部
- ESS部(英語部)
- 演劇部
- 音楽部
- 華道部
- グローカルメディア研究部(旧放送部)
- コンピュータ部
- JRC部(ボランティア活動等)
- 社会研究部
- 写真部
- 将棋研究部
- 書道部
- 生活美学部
- 美術部
- 物理化学部
- 文芸部
- 漫画研究部

#### 同好会
- 軽音楽同好会

### 定時制

#### 運動部
- バドミントン部

## 交通
- 東武東上線、JR八高線小川町駅から徒歩5分